# ラッサ (イタリア)
ラッサ（伊: Rassa）は、イタリア共和国ピエモンテ州ヴェルチェッリ県にある、人口約100人の基礎自治体（コムーネ）。

## 地理

### 位置・広がり
| 隣接するコムーネは以下の通り。括弧内のBIはビエッラ県、AOはヴァッレ・ダオスタ州所属を示す。 - アラーニャ・ヴァルセージア (リーヴァ・ヴァルドッビア) - アンドルノ・ミッカ (BI) - カンペルトーニョ - ガビ (AO) - グレッソネイ＝サン＝ジャン (AO) - ペッティネンゴ (BI) - ピオーデ - タヴィリアーノ (BI) |